# リヴォルノ海軍兵学校

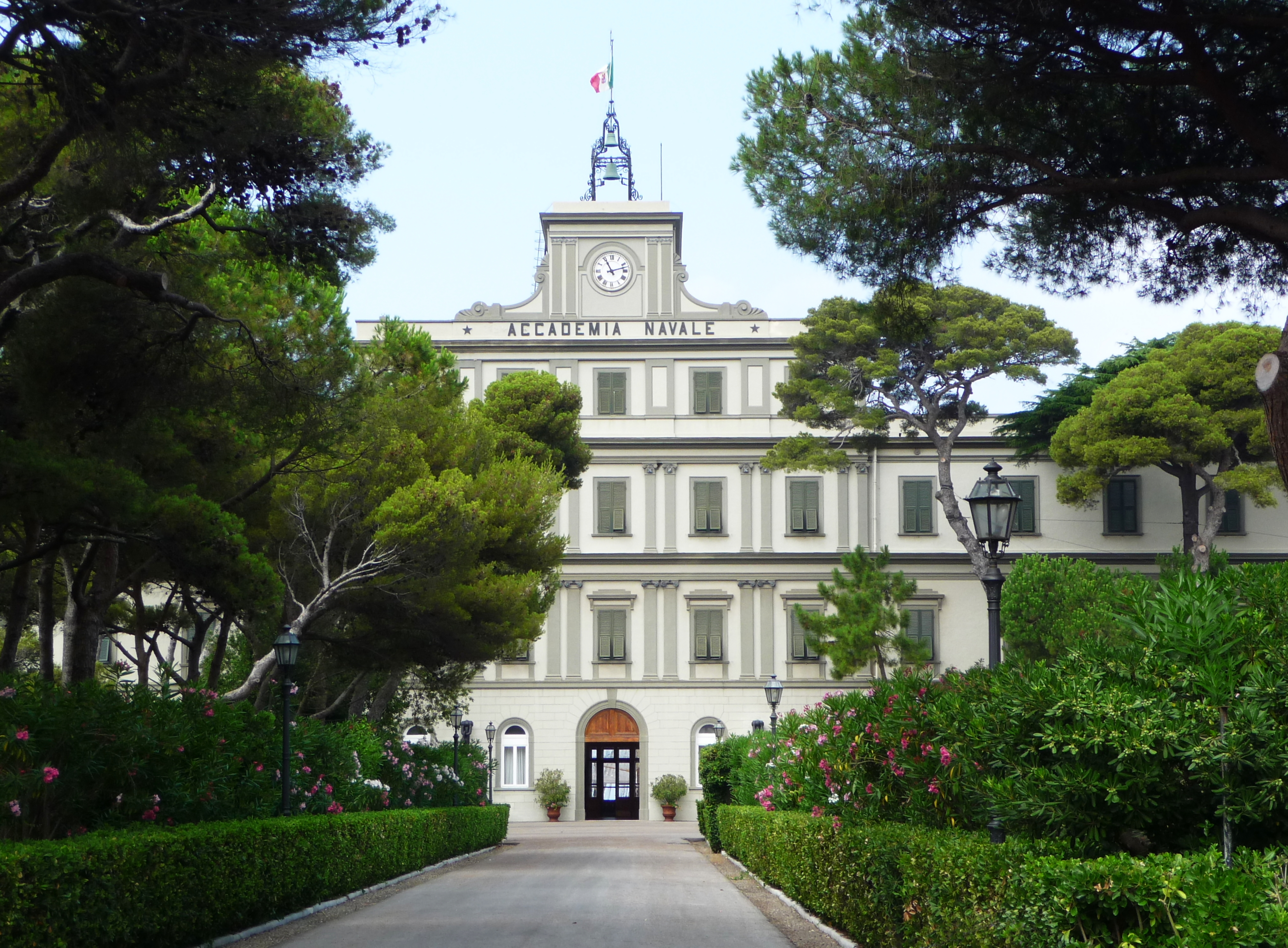
校舎

リヴォルノ海軍兵学校（イタリア語: Accademia navale di Livolve）は、トスカーナ州リヴォルノに所在するイタリアの海軍兵学校。イタリア海軍の士官養成を担う男女共学の軍事大学。1881年創立。

## 概要

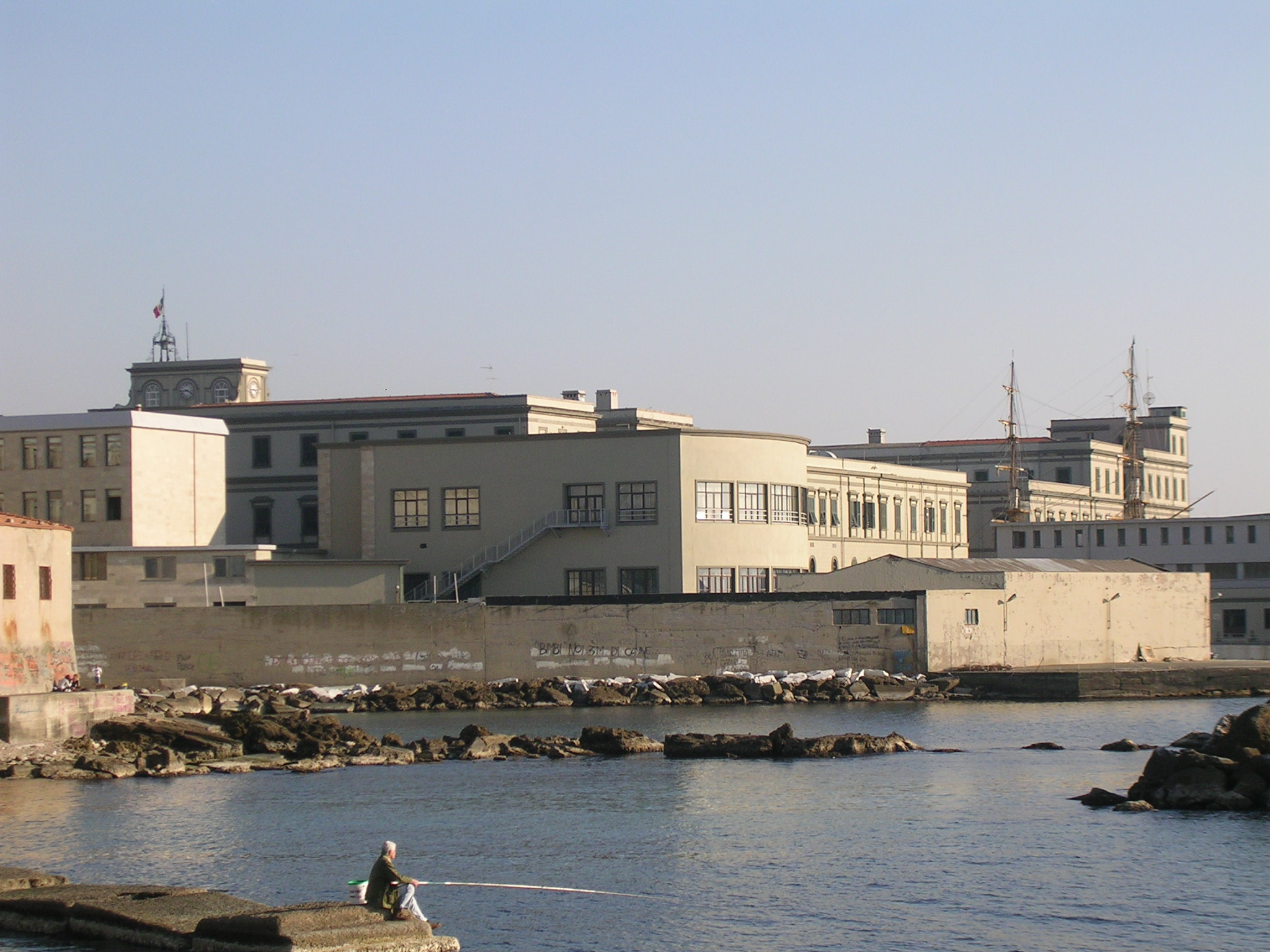
水際からの眺めた海軍兵学校

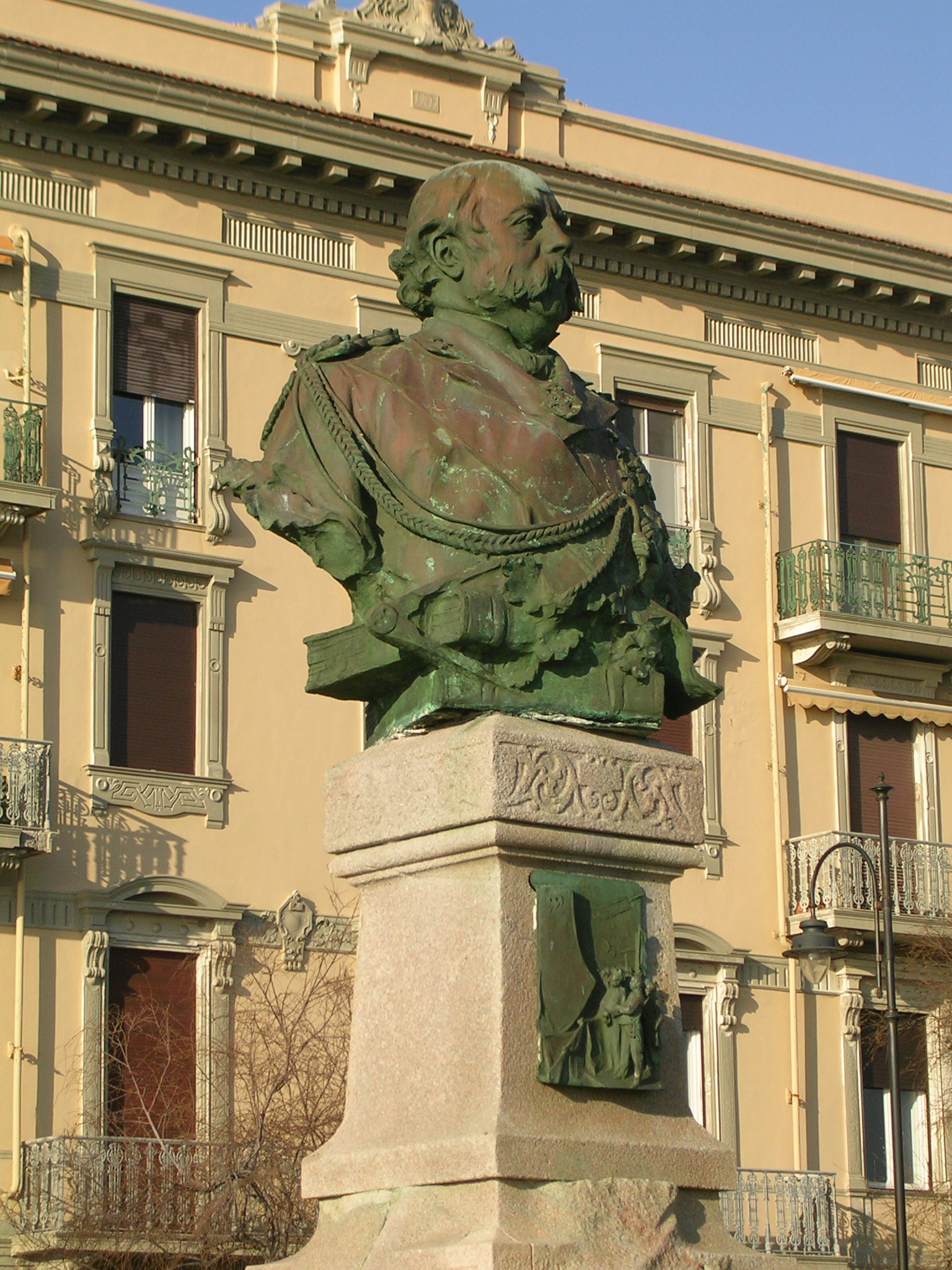
海軍兵学校前のベネデット・ブリンの記念碑

イタリアでは、統一後も旧サルデーニャ海軍派と旧ナポリ海軍派の将官が激しく対立し、海軍兵学校はナポリとジェノヴァの二か所に存在した。最終的に士官学校がリヴォルノ海軍兵学校に統合されたのは、イタリア王立海軍結成から20年を経た1881年である。